# Jack Perrin
Jack Wakefield Perrin (ur. 25 lipca 1896 w Three Rivers, zm. 17 grudnia 1967 w Los Angeles) – amerykański aktor filmowy i telewizyjny.

## Filmografia
seriale
- 1957: Perry Mason jako Widz na sali sądowej / Ławnik / Oferent
- 1958: Bat Masterson jako Bywalec barów / Kowboj / Mieszkaniec / Widz
- 1958: The Texan jako Bywalec baru

film
- 1917: A Royal Rogue
- 1920: The Adorable Savage jako Templeton
- 1924: Those Who Dance jako Frank Church
- 1935: The Cactus Kid jako Jack Durant
- 1952: Samotna gwiazda jako Senator
- 1961: Flower Drum Song jako Statysta

## Wyróżnienia
Posiada swoją gwiazdę na Hollywoodzkiej Alei Gwiazd.